# Controlador de memória flash

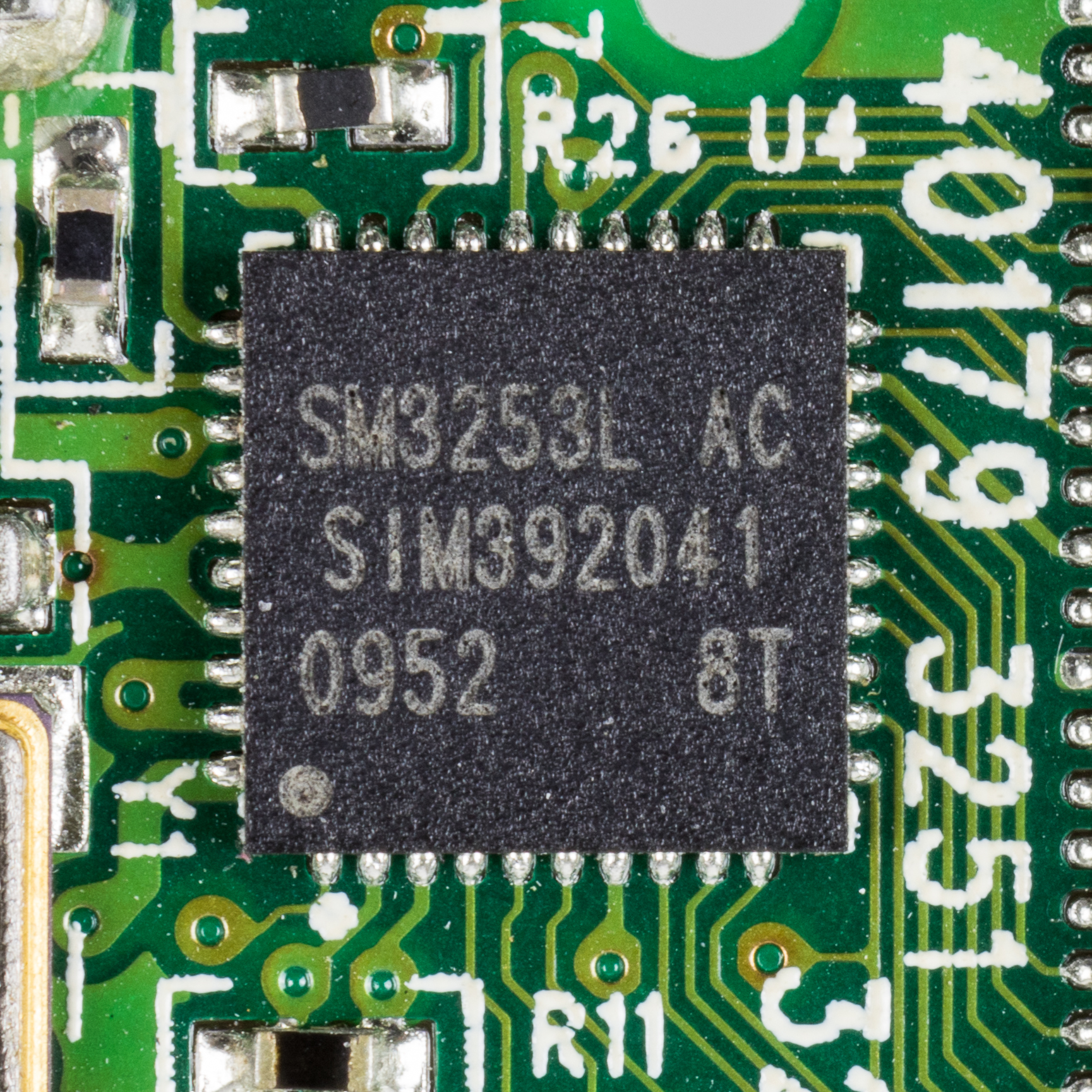
Um controlador de memória USB 2.0 single-channel, modelo "Silicon Motion SM3253L", que encontrase em um pendrive Lexar de 8GB.

Um controlador de memória flash (ou controlador flash ) gerencia os dados armazenados na memória flash e comunica-se com um computador ou outro dispositivo eletrônico, fazendo a mediação do processo de leitura/gravação. 
Os controladores de memória flash podem ser projetados para operar em ambientes com baixo ciclo de trabalho, tal como em cartões SD, cartões CompactFlash ou outras mídias similares para uso em câmeras digitais, PDAs, telefones celulares, etc. Os pendrives usam controladores de memória flash projetados para comunicarem-se com computadores pessoais através de portas USB também em um ciclo de trabalho baixo. Porém, existem controladores flash que são projetados para ciclos de trabalho mais elevados, como aqueles dos SSDs internos usados como memória secundária em laptops e desktops, e até mesmo naqueles usados em datacenters vitais em ambientes empresariais. 